# Джефф Ґаберіно
Джефф Ґаберіно (англ. Geoff Gaberino, 18 липня 1962) — американський плавець.
Олімпійський чемпіон 1984 року.